# 22-я пехотная дивизия (Болгария)
22-я пехотная дивизия (болг. Двадесет и втора пехотна дивизия) — воинское формирование Болгарии, участвовавшее во Второй мировой войне.

## История
Дивизия сформирована 30 марта 1943 из личного состава расформированной 21-й дивизии с целью пополнения 1-го болгарского оккупационного корпуса. В состав дивизии вошли 63-й, 66-й и 103-й пехотные полки, 1-й корпусный артиллерийский полк и 22-я смешанная интендантская рота.
Первым и единственным командиром дивизии был полковник Антон Балтаков. 4 сентября 1944 в Нише его задержали немецкие войска и отправили в лагерь для военнопленных Офлаг-8. В октябре 1944 года дивизия была расформирована, однако её штаб существовал де-юре вплоть до апреля 1945 года.